# Konrad Bühlmeyer
Konrad Bühlmeyer (* 15. Februar 1928; † 20. September 2012) war ein deutscher Mediziner und Hochschullehrer.
Bühlmeyer war einer der Pioniere der Kinderkardiologie in Deutschland. Mit der Dissertation Die pulmonale Hypertension bei angeborenen Herzfehlern im Kindesalter wurde er in München promoviert.  1974 war er einer von drei Chefärzten, die die Gründung des Deutschen Herzzentrums München initiierten. Bis zu seiner Emeritierung 1997 war er an der Technischen Universität München Inhaber des deutschlandweit ersten Lehrstuhls für Kinderkardiologie.
Bühlmeyer war jahrzehntelang Vorstandsmitglied der Deutschen Herzstiftung.